# 2154
Évszázadok: 20. század – 21. század – 22. század
Évtizedek: 2100-as évek – 2110-es évek – 2120-as évek – 2130-as évek – 2140-es évek – 2150-es évek – 2160-as évek – 2170-es évek – 2180-as évek – 2190-es évek – 2200-as évek
Évek: 2149 – 2150 – 2151 – 2152 –  2153 – 2154 – 2155 – 2156 – 2157 – 2158 – 2159

## A művészetekben
- Az Avatar film cselekménye 2154-ben játszódik.